# Rubus bavaricus
Rubus bavaricus är en rosväxtart som först beskrevs av Wilhelm Olbers Focke, och fick sitt nu gällande namn av Jacob Utsch. Rubus bavaricus ingår i släktet rubusar, och familjen rosväxter. Inga underarter finns listade i Catalogue of Life.